# Feaellinae
Sous-famille
Les Feaellinae sont une sous-famille de pseudoscorpions de la famille des Feaellidae.

## Distribution
Les espèces de cette sous-famille se rencontrent en Afrique subsaharienne, en Asie du Sud, au Brésil et en Australie.

## Liste des genres
Selon Lorenz, Loria, Harvey et Harms en 2022 :
- Antsirananaella Lorenz, Loria, Harvey & Harms, 2022
- Feaella Ellingsen, 1906
- Iporangella Harvey, Andrade & Pinto-da-Rocha, 2016
- Mahajanganella Lorenz, Loria, Harvey & Harms, 2022
- Toliaranella Lorenz, Loria, Harvey & Harms, 2022

## Systématique et taxinomie
Cette sous-famille a été décrite par Ellingsen en 1906.

## Publication originale
- Ellingsen, 1906 : « Report on the pseudoscorpions of the Guinea Coast (Africa) collected by Leonardo Fea. » Annali del Museo Civico di Storia Naturale di Genova, sér. 3, vol. 2, p. 243-265.